# Vousák hnědoprsý
Vousák hnědoprsý (Lybius melanopterus) je pták z čeledi Lybiidae.

## Areál rozšíření
Žije v Keni, Mosambiku, Somálsku a Malawi.

## Popis
Je to pták velký do 19 cm a hmotnosti 45–61 g. Má tmavě hnědá prsa, slonovinově zbarvený zobák, červenou hlavu s černými znaky a bílé břicho.
Samci mají délku křídla od 8,4 do 9,9 centimetrů. Délka ocasu je 5,8 až 6,8 cm. Délka zobáku je mezi 2 a 2,6 centimetry. Váží průměrně 53 gramů. Neexistuje žádný výrazný pohlavní dimorfismus.
Ptáci mají červenou hlavu. Na zadní straně hlavy a krku je červená přechází do šedě hnědé. Brada a krk jsou také červené. Záda jsou hnědá, ocasní pera jsou černě hnědé s bílými podélnými pruhy. křídla jsou černá. Prsa je tmavě hnědá, dolní prsa, břicho a dolní končetiny jsou bílé. Boky a stehna jsou černé s jemnými bílými pery. Zobák je velký a tmavý k základně zobáku. Neposkvrněná kůže na obličeji je šedá, oči jsou načervenalé až hnědé. Nohy a nohy jsou šedé až šedé.
Mladí ptáci připomínají dospělé, ale mají celkově světlejší opeření. Červené části těla jsou méně rozsáhlé, takže mladí ptáci vypadají o něco hnědší.

## Potrava
Konzumuje převážně fíky a bobule a jiné druhy ovoce ale i hmyz.

## Hnízdění
Vousák hnědoprsý je společenský pták, obývající okraje lesních porostů, stromové plantáže, velké stromy v obcích a lesy podél řek. Závisí na dostatečné hustotě ovocných stromů v jeho prostředí. Žije ve skupinách skládajících se ze šesti až sedmi jedinců, které pravděpodobně budou rodiči s jejich dospívajícími potomky. Hnízdní sezona probíhá od listopadu do června. Hnízdí v dutinách stromů.